# James Clark Ross
James Clark Ross (Londen, 15 april 1800 – Aylesbury, 3  april 1862), was een Brits marineofficier, die met zijn oom John Ross en William Parry het Noordpoolgebied, en later ook het Zuidpoolgebied verkende.
Ross trad in 1812 toe tot de marine, waarmee hij voor het eerst richting Noordpool reisde in 1818, op zoek naar de Noordwestelijke Doorvaart. Tussen 1818 en 1833 nam hij deel aan verschillende poolexpedities. Tijdens de laatste expeditie waaraan hij als ondergeschikte deelnam, werd de geomagnetische noordpool gelokaliseerd.
In 1834 werd hij gepromoveerd tot kapitein, en van 1835 tot 1838 deed hij mee aan het magnetisch onderzoek van Groot-Brittannië. Tussen 1839 en 1843 leidde hij de Antarctische expeditie van HMS Erebus en HMS Terror die het grootste gedeelte van de Antarctische kustlijn in kaart bracht. In 1841 ontdekte hij de Rosszee, Victorialand en de vulkanen Erebus en Terror. De Victoriabarrière werd later naar hem het Ross-ijsplateau genoemd. Ook de Ross' meeuw (naar de Rosszee), de Ross' gans en de Rosszeehond zijn naar hem vernoemd.
Na zijn terugkeer werd Ross geridderd. In 1847 publiceerde hij zijn verslag van de expeditie onder de titel A Voyage of Discovery and Research to Southern and Antarctic Regions. Hij werd verkozen in de Royal Society in 1848, en maakte in dat jaar zijn laatste expeditie, als kapitein van HMS Enterprise, de eerste expeditie op zoek naar John Franklin. Ross stierf 14 jaar later in Aylesbury.
Een blauwe plaquette markeert nog altijd Ross' huis in Blackheath, Londen.